# Parafia św. Andrzeja Apostoła i św. Małgorzaty w Dmosinie
Parafia św. Andrzeja Apostoła i św. Małgorzaty w Dmosinie – parafia rzymskokatolicka należąca do dekanatu Głowno diecezji łowickiej. Od 2020 roku proboszczem parafii jest ks. Mariusz Minda.
Erygowana w XV wieku.

## Zasięg parafii
Do parafii należą wierni z następujących miejscowości: Borki, Dmosin, Dmosin Drugi, Dmosin Pierwszy, Grodzisk, Janów, Kałęczew, Kamień, Kraszew, Kraszew Wielki, Kuźmy, Lubianków, Lubowidza, Michałów, Nadolna, Nagawki, Różany, Rozdzielna, Rudniczek, Szczecin, Trzcianka, Wola Lubiankowska, Ząbki i Zawady.

## Proboszczowie
Źródło: strona internetowa parafii
- 1860–1875 ks. Franciszek Kostecki
- 1875–1880 ks. Franciszek Daszukiewicz
- 1880–1885 ks. Karol Słubski
- 1885–1904 ks. Władysław Rutkowski
- 1904      ks. Antoni Zagański
- 1904–1914 ks. Wincenty Giebartowski
- 1914–1916 ks. Tadeusz Chrempiński
- 1916–1920 ks. Artur Smoniewski
- 1920–1922 ks. Wincenty Burakowski
- 1922–1945 ks. Kazimierz Maluga
- 1945–1949 ks. Kazimierz Rusin
- 1949–1952 ks. Józef Rogacki
- 1952–1959 ks. Franciszek Pabiańczyk
- 1959–1962 ks. Franciszek Szymczyk
- 1962–1967 ks. Jan Wróblewski
- 1967–1968 ks. Wiktor Kłosowicz
- 1968–1979 ks. Mieczysław Szurgociński
- 1979–1991 ks. Zenon Witaszek
- 1991–1992 ks. Bolesław Ziebura
- 1992–1994 ks. Marian Pęzik
- 1994–2002 ks. Tadeusz Piotrowski
- 2002–2006 ks. Władysław Moczarski
- 2006–2020 ks. Tadeusz Jaros
- od 2020 ks. Mariusz Minda